# Classification de Cronquist

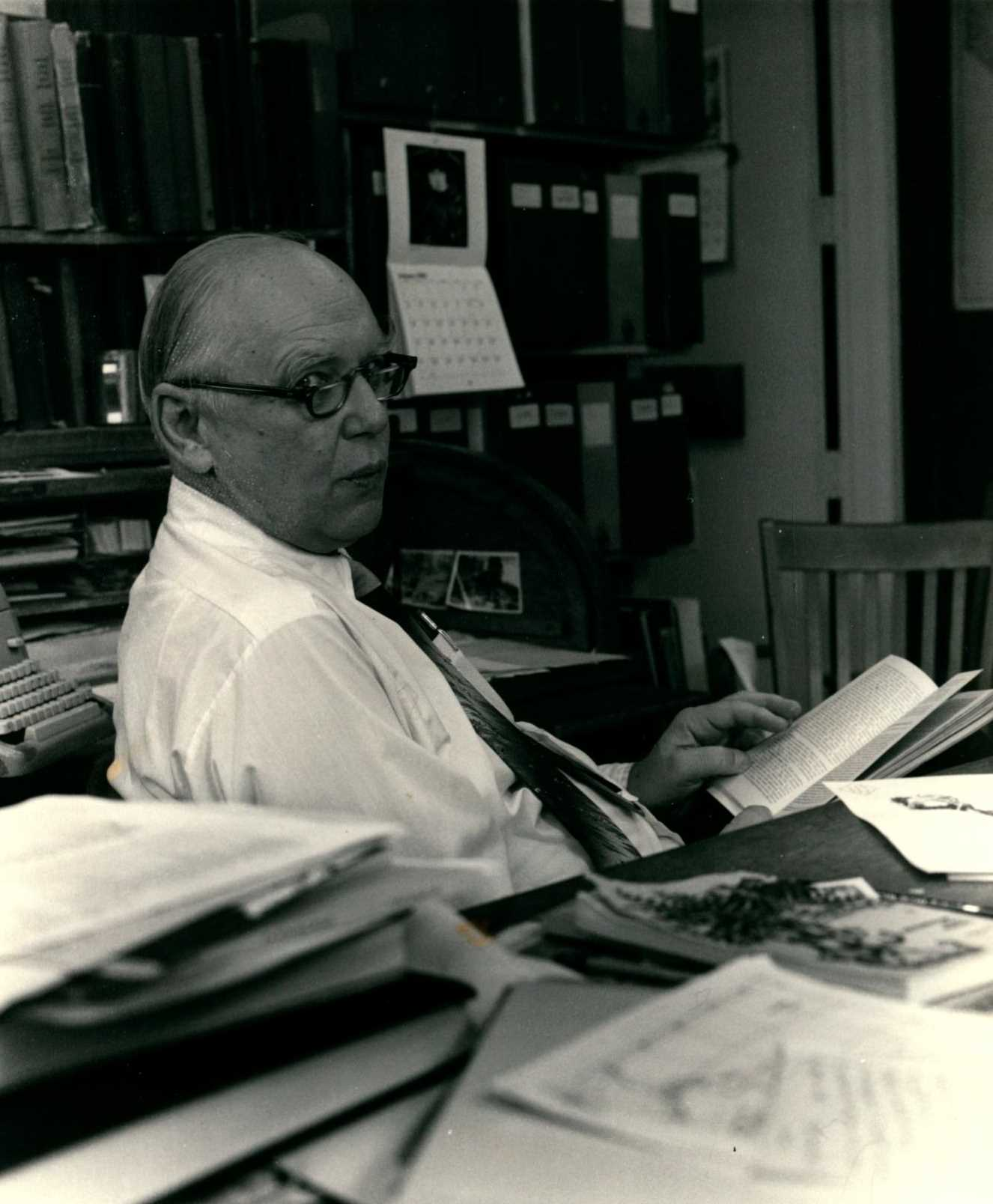
Arthur Cronquist dans un bureau.

La classification de Cronquist est une classification classique des angiospermes. Elle est peut-être la dernière version des classifications majeures basées essentiellement sur des critères morphologiques, anatomiques et chimiques, et qui ignore donc les critères de la classification phylogénétique. Elle est encore plus ou moins utilisée dans certains ouvrages et bases de données.
Elle est publiée par Arthur Cronquist dans
- The Evolution and Classification of Flowering Plants (1968, 1988[1]),

mais surtout dans le magnum opus
- An Integrated System of Classification of Flowering Plants (1981)[2].

Selon le livre de 1981, la composition est :
- Magnoliophyta (Angiospermes)
classe Magnoliopsida (= Dicotylédones)
sous-classe I. Magnoliidae
ordre 1. Magnoliales
famille 1. Winteraceae
famille 2. Degeneriaceae
famille 3. Himantandraceae
famille 4. Eupomatiaceae
famille 5. Austrobaileyaceae
famille 6. Magnoliaceae
famille 7. Lactoridaceae
famille 8. Annonaceae
famille 9. Myristicaceae
famille 10. Canellaceae
ordre 2. Laurales
famille 1. Amborellaceae
famille 2. Trimeniaceae
famille 3. Monimiaceae
famille 4. Gomortegaceae
famille 5. Calycanthaceae
famille 6. Idiospermaceae
famille 7. Lauraceae
famille 8. Hernandiaceae
ordre 3. Piperales
famille 1. Chloranthaceae
famille 2. Saururaceae
famille 3. Piperaceae
ordre 4. Aristolochiales
famille 1. Aristolochiaceae
ordre 5. Illiciales
famille 1. Illiciaceae
famille 2. Schisandraceae
ordre 6. Nymphaeales
famille 1. Nelumbonaceae
famille 2. Nymphaeaceae
famille 3. Barclayaceae
famille 4. Cabombaceae
famille 5. Ceratophyllaceae
ordre 7. Ranunculales
famille 1. Ranunculaceae
famille 2. Circaeasteraceae
famille 3. Berberidaceae
famille 4. Sargentodoxaceae
famille 5. Lardizabalaceae
famille 6. Menispermaceae
famille 7. Coriariaceae
famille 8. Sabiaceae
ordre 8. Papaverales
famille 1. Papaveraceae
famille 2. Fumariaceae
sous-classe II. Hamamelidae [sic]
ordre 1. Trochodendrales
famille 1. Tetracentraceae
famille 2. Trochodendraceae
ordre 2. Hamamelidales
famille 1. Cercidiphyllaceae
famille 2. Eupteleaceae
famille 3. Platanaceae
famille 4. Hamamelidaceae
famille 5. Myrothamnaceae
ordre 3. Daphniphyllales
famille 1. Daphniphyllaceae
ordre 4. Didymelales
famille 1. Didymelaceae
ordre 5. Eucommiales
famille 1. Eucommiaceae
ordre 6. Urticales
famille 1. Barbeyaceae
famille 2. Ulmaceae
famille 3. Cannabaceae
famille 4. Moraceae
famille 5. Cecropiaceae
famille 6. Urticaceae
famille 7. Physenaceae
ordre 7. Leitneriales
famille 1. Leitneriaceae
ordre 8. Juglandales
famille 1. Rhoipteleaceae
famille 2. Juglandaceae
ordre 9. Myricales
famille 1. Myricaceae
ordre 10. Fagales
famille 1. Balanopaceae
famille 2. Ticodendraceae
famille 3. Fagaceae
famille 4. Nothofagaceae
famille 5. Betulaceae
ordre 11. Casuarinales
famille 1. Casuarinaceae
sous-classe III. Caryophyllidae
ordre 1. Caryophyllales
famille 1. Phytolaccaceae
famille 2. Achatocarpaceae
famille 3. Nyctaginaceae
famille 4. Aizoaceae
famille 5. Didiereaceae
famille 6. Cactaceae
famille 7. Chenopodiaceae
famille 8. Amaranthaceae
famille 9. Portulacaceae
famille 10. Basellaceae
famille 11. Molluginaceae
famille 12. Caryophyllaceae
ordre 2. Polygonales
famille 1. Polygonaceae
ordre 3. Plumbaginales
famille 1. Plumbaginaceae
sous-classe IV. Dilleniidae
ordre 1. Dilleniales
famille 1. Dilleniaceae
famille 2. Paeoniaceae
ordre 2. Theales
famille 1. Ochnaceae
famille 2. Sphaerosepalaceae
famille 3. Sarcolaenaceae
famille 4. Dipterocarpaceae
famille 5. Caryocaraceae
famille 6. Theaceae
famille 7. Actinidiaceae
famille 8. Scytopetalaceae
famille 9. Pentaphylacaceae
famille 10. Tetrameristaceae
famille 11. Pellicieraceae
famille 12. Oncothecaceae
famille 13. Marcgraviaceae
famille 14. Quiinaceae
famille 15. Elatinaceae
famille 16. Paracryphiaceae
famille 17. Medusagynaceae
famille 18. Clusiaceae (inclus les Hypericaceae)
ordre 3. Malvales
famille 1. Elaeocarpaceae
famille 2. Tiliaceae
famille 3. Sterculiaceae
famille 4. Bombacaceae
famille 5. Malvaceae
ordre 4. Lecythidales
famille 1. Lecythidaceae
ordre 5. Nepenthales
famille 1. Sarraceniaceae
famille 2. Nepenthaceae
famille 3. Droseraceae
ordre 6. Violales
famille 1. Flacourtiaceae
famille 2. Peridiscaceae
famille 3. Bixaceae
famille 4. Cistaceae
famille 5. Huaceae
famille 6. Lacistemataceae
famille 7. Scyphostegiaceae
famille 8. Stachyuraceae
famille 9. Violaceae
famille 10. Tamaricaceae
famille 11. Frankeniaceae
famille 12. Dioncophyllaceae
famille 13. Ancistrocladaceae
famille 14. Turneraceae
famille 15. Malesherbiaceae
famille 16. Passifloraceae
famille 17. Achariaceae
famille 18. Caricaceae
famille 19. Fouquieriaceae
famille 20. Hoplestigmataceae
famille 21. Cucurbitaceae
famille 22. Datiscaceae
famille 23. Begoniaceae
famille 24. Loasaceae
ordre 7. Salicales
famille 1. Salicaceae
ordre 8. Capparales
famille 1. Tovariaceae
famille 2. Capparaceae
famille 3. Brassicaceae (ex Crufifères)
famille 4. Moringaceae
famille 5. Resedaceae
ordre 9. Batales
famille 1. Gyrostemonaceae
famille 2. Bataceae
ordre 10. Ericales
famille 1. Cyrillaceae
famille 2. Clethraceae
famille 3. Grubbiaceae
famille 4. Empetraceae
famille 5. Epacridaceae
famille 6. Ericaceae
famille 7. Pyrolaceae
famille 8. Monotropaceae
ordre 11. Diapensiales
famille 1. Diapensiaceae
ordre 12. Ebenales
famille 1. Sapotaceae
famille 2. Ebenaceae
famille 3. Styracaceae
famille 4. Lissocarpaceae
famille 5. Symplocaceae
ordre 13. Primulales
famille 1. Theophrastaceae
famille 2. Myrsinaceae
famille 3. Primulaceae
sous-classe V. Rosidae
ordre 1. Rosales
famille 1. Brunelliaceae
famille 2. Connaraceae
famille 3. Eucryphiaceae
famille 4. Cunoniaceae
famille 5. Davidsoniaceae
famille 6. Dialypetalanthaceae
famille 7. Pittosporaceae
famille 8. Byblidaceae
famille 9. Hydrangeaceae
famille 10. Columelliaceae
famille 11. Grossulariaceae
famille 12. Greyiaceae
famille 13. Bruniaceae
famille 14. Anisophylleaceae
famille 15. Alseuosmiaceae
famille 16. Crassulaceae
famille 17. Cephalotaceae
famille 18. Saxifragaceae
famille 19. Rosaceae
famille 20. Neuradaceae
famille 21. Crossosomataceae
famille 22. Chrysobalanaceae
famille 23. Surianaceae
famille 24. Rhabdodendraceae
ordre 2. Fabales
famille 1. Mimosaceae
famille 2. Caesalpiniaceae
famille 3. Fabaceae (ex Leguminosae)
ordre 3. Proteales
famille 1. Elaeagnaceae
famille 2. Proteaceae
ordre 4. Podostemales
famille 1. Podostemaceae
ordre 5. Haloragales
famille 1. Haloragaceae
famille 2. Gunneraceae
ordre 6. Myrtales
famille 1. Sonneratiaceae
famille 2. Lythraceae
famille 3. Penaeaceae
famille 4. Crypteroniaceae
famille 5. Thymelaeaceae
famille 6. Trapaceae
famille 7. Myrtaceae
famille 8. Punicaceae
famille 9. Onagraceae (=Œnothéraceae)
famille 10. Oliniaceae
famille 11. Melastomataceae
famille 12. Combretaceae
ordre 7. Rhizophorales
famille 1. Rhizophoraceae
ordre 8. Cornales
famille 1. Alangiaceae
famille 2. Nyssaceae
famille 1. Cornaceae
famille 2. Garryaceae
ordre 9. Santalales
famille 1. Medusandraceae
famille 2. Dipentodontaceae
famille 3. Olacaceae
famille 4. Opiliaceae
famille 5. Santalaceae
famille 6. Misodendraceae
famille 7. Loranthaceae
famille 8. Viscaceae
famille 9. Eremolepidaceae
famille 10. Balanophoraceae
ordre 10. Rafflesiales
famille 1. Hydnoraceae
famille 2. Mitrastemonaceae
famille 3. Rafflesiaceae
ordre 11. Celastrales
famille 1. Geissolomataceae
famille 2. Celastraceae
famille 3. Hippocrateaceae
famille 4. Stackhousiaceae
famille 5. Salvadoraceae
famille 6. Aquifoliaceae
famille 7. Icacinaceae
famille 8. Aextoxicaceae
famille 9. Cardiopteridaceae
famille 10. Corynocarpaceae
famille 11. Dichapetalaceae
ordre 12. Euphorbiales
famille 1. Buxaceae
famille 2. Simmondsiaceae
famille 3. Pandaceae
famille 4. Euphorbiaceae
ordre 13. Rhamnales
famille 1. Rhamnaceae
famille 2. Leeaceae
famille 3. Vitaceae
ordre 14. Linales
famille 1. Erythroxylaceae
famille 2. Humiriaceae
famille 3. Ixonanthaceae
famille 4. Hugoniaceae
famille 5. Linaceae
ordre 15. Polygalales
famille 1. Malpighiaceae
famille 2. Vochysiaceae
famille 3. Trigoniaceae
famille 4. Tremandraceae
famille 5. Polygalaceae
famille 6. Xanthophyllaceae
famille 7. Krameriaceae
ordre 16. Sapindales
famille 1. Staphyleaceae
famille 2. Melianthaceae
famille 3. Bretschneideraceae
famille 4. Akaniaceae
famille 5. Sapindaceae
famille 6. Hippocastanaceae
famille 7. Aceraceae
famille 8. Burseraceae
famille 9. Anacardiaceae
famille 10. Julianiaceae
famille 11. Simaroubaceae
famille 12. Cneoraceae
famille 13. Meliaceae
famille 14. Rutaceae
famille 15. Zygophyllaceae
ordre 17. Geraniales
famille 1. Oxalidaceae
famille 2. Geraniaceae
famille 3. Limnanthaceae
famille 4. Tropaeolaceae
famille 5. Balsaminaceae
ordre 18. Apiales
famille 1. Araliaceae
famille 2. Apiaceae (ou Umbelliferae)
sous-classe VI. Asteridae
ordre 1. Gentianales
famille 1. Loganiaceae
famille 2. Retziaceae
famille 3. Gentianaceae
famille 4. Saccifoliaceae
famille 5. Apocynaceae
famille 6. Asclepiadaceae
ordre 2. Solanales
famille 1. Duckeodendraceae
famille 2. Nolanaceae
famille 3. Solanaceae
famille 4. Convolvulaceae
famille 5. Cuscutaceae
famille 6. Menyanthaceae
famille 7. Polemoniaceae
famille 8. Hydrophyllaceae
ordre 3. Lamiales
famille 1. Lennoaceae
famille 2. Boraginaceae
famille 3. Verbenaceae
famille 4. Lamiaceae
ordre 4. Callitrichales
famille 1. Hippuridaceae
famille 2. Callitrichaceae
famille 3. Hydrostachyaceae
ordre 5. Plantaginales
famille 1. Plantaginaceae
ordre 6. Scrophulariales
famille 1. Buddlejaceae
famille 2. Oleaceae
famille 3. Scrophulariaceae
famille 4. Globulariaceae
famille 5. Myoporaceae
famille 6. Orobanchaceae
famille 7. Gesneriaceae
famille 8. Acanthaceae
famille 9. Pedaliaceae
famille 10. Bignoniaceae
famille 11. Mendonciaceae
famille 12. Lentibulariaceae
ordre 7. Campanulales
famille 1. Pentaphragmataceae
famille 2. Sphenocleaceae
famille 3. Campanulaceae (inclus les Lobeliaceae)
famille 4. Stylidiaceae
famille 5. Donatiaceae
famille 6. Brunoniaceae
famille 7. Goodeniaceae
ordre 8. Rubiales
famille 1. Rubiaceae
famille 2. Theligonaceae
ordre 9. Dipsacales
famille 1. Caprifoliaceae
famille 2. Adoxaceae
famille 3. Valerianaceae
famille 4. Dipsacaceae
ordre 10. Calycerales
famille 1. Calyceraceae
ordre 11. Asterales
famille 1. Asteraceae (ex Composacées)
classe Liliopsida (= Monocotylédones)
sous-classe I. Alismatidae
ordre 1. Alismatales
famille 1. Butomaceae
famille 2. Limnocharitaceae
famille 3. Alismataceae
ordre 2. Hydrocharitales
famille 1. Hydrocharitaceae
ordre 3. Najadales
famille 1. Aponogetonaceae
famille 2. Scheuchzeriaceae
famille 3. Juncaginaceae
famille 4. Potamogetonaceae
famille 5. Ruppiaceae
famille 6. Najadaceae
famille 7. Zannichelliaceae
famille 8. Posidoniaceae
famille 9. Cymodoceaceae
famille 10. Zosteraceae
ordre 4. Triuridales
famille 1. Petrosaviaceae
famille 2. Triuridaceae
sous-classe II. Arecidae
ordre 1. Arecales
famille 1. Arecaceae
ordre 2. Cyclanthales
famille 1. Cyclanthaceae
ordre 3. Pandanales
famille 1. Pandanaceae
ordre 4. Arales
famille 1. Araceae
famille 2. Lemnaceae
sous-classe III. Commelinidae
ordre 1. Commelinales
famille 1. Rapateaceae
famille 2. Xyridaceae
famille 3. Mayacaceae
famille 4. Commelinaceae
ordre 2. Eriocaulales
famille 1. Eriocaulaceae
ordre 3. Restionales
famille 1. Flagellariaceae
famille 2. Joinvilleaceae
famille 3. Restionaceae
famille 4. Centrolepidaceae
ordre 4. Juncales
famille 1. Juncaceae
famille 2. Thurniaceae
ordre 5. Cyperales
famille 1. Cyperaceae
famille 2. Poaceae (ex Graminacées)
ordre 6. Hydatellales
famille 1. Hydatellaceae
ordre 7. Typhales
famille 1. Sparganiaceae
famille 2. Typhaceae
sous-classe IV. Zingiberidae
ordre 1. Bromeliales
famille 1. Bromeliaceae
ordre 2. Zingiberales
famille 1. Strelitziaceae
famille 2. Heliconiaceae
famille 3. Musaceae
famille 4. Lowiaceae
famille 5. Zingiberaceae
famille 6. Costaceae
famille 7. Cannaceae
famille 8. Marantaceae
sous-classe V. Liliidae
ordre 1. Liliales
famille 1. Philydraceae
famille 2. Pontederiaceae
famille 3. Haemodoraceae
famille 4. Cyanastraceae
famille 5. Liliaceae
famille 6. Iridaceae
famille 7. Velloziaceae
famille 8. Aloeaceae
famille 9. Agavaceae
famille 10. Xanthorrhoeaceae
famille 11. Hanguanaceae
famille 12. Taccaceae
famille 13. Stemonaceae
famille 14. Smilacaceae
famille 15. Dioscoreaceae
ordre 2. Orchidales
famille 1. Geosiridaceae
famille 2. Burmanniaceae
famille 3. Corsiaceae
famille 4. Orchidaceae